# مرکز سمفونی مورتون میرسون

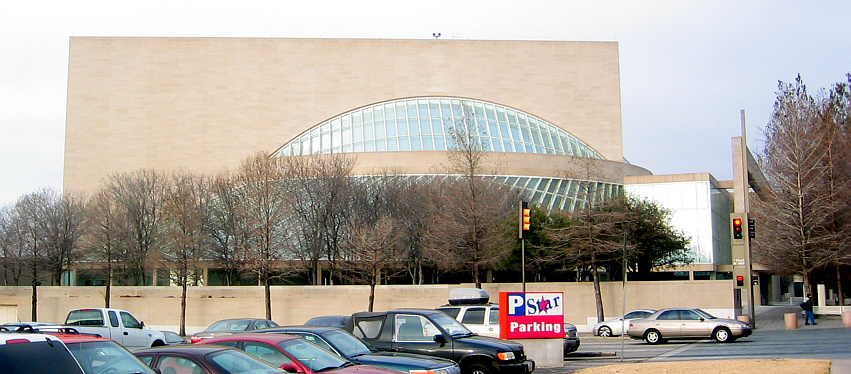

مرکز سمفونی مورتون میرسون (Morton H. Meyerson Symphony Center) یکی از مراکز فرهنگی مشهور ایالات متحده آمریکاست. 
این تالار در شهر دالاس در تگزاس قرار دارد و توسط استاد بزرگ معماری آی ام پی طراحی گردیده است.

## نگارخانه

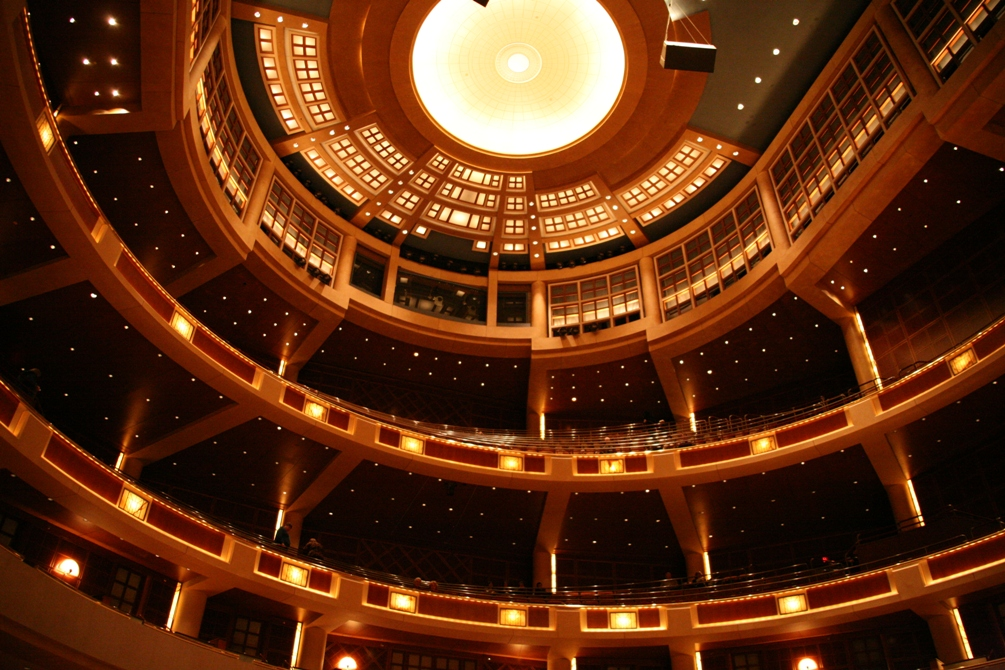
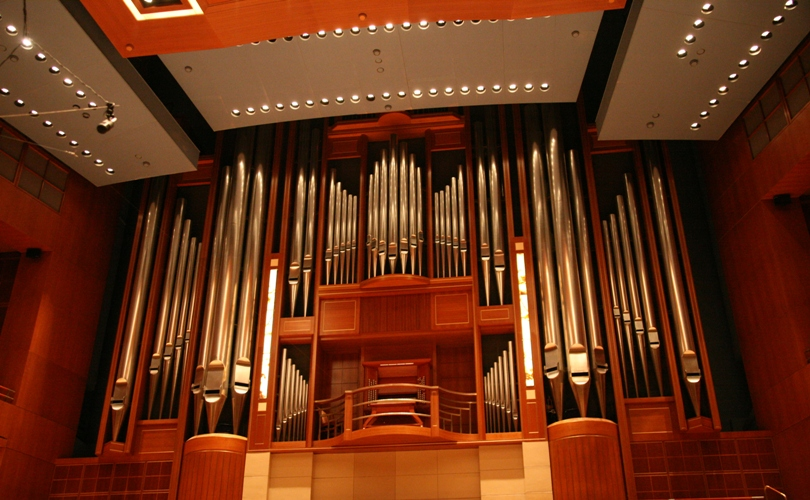
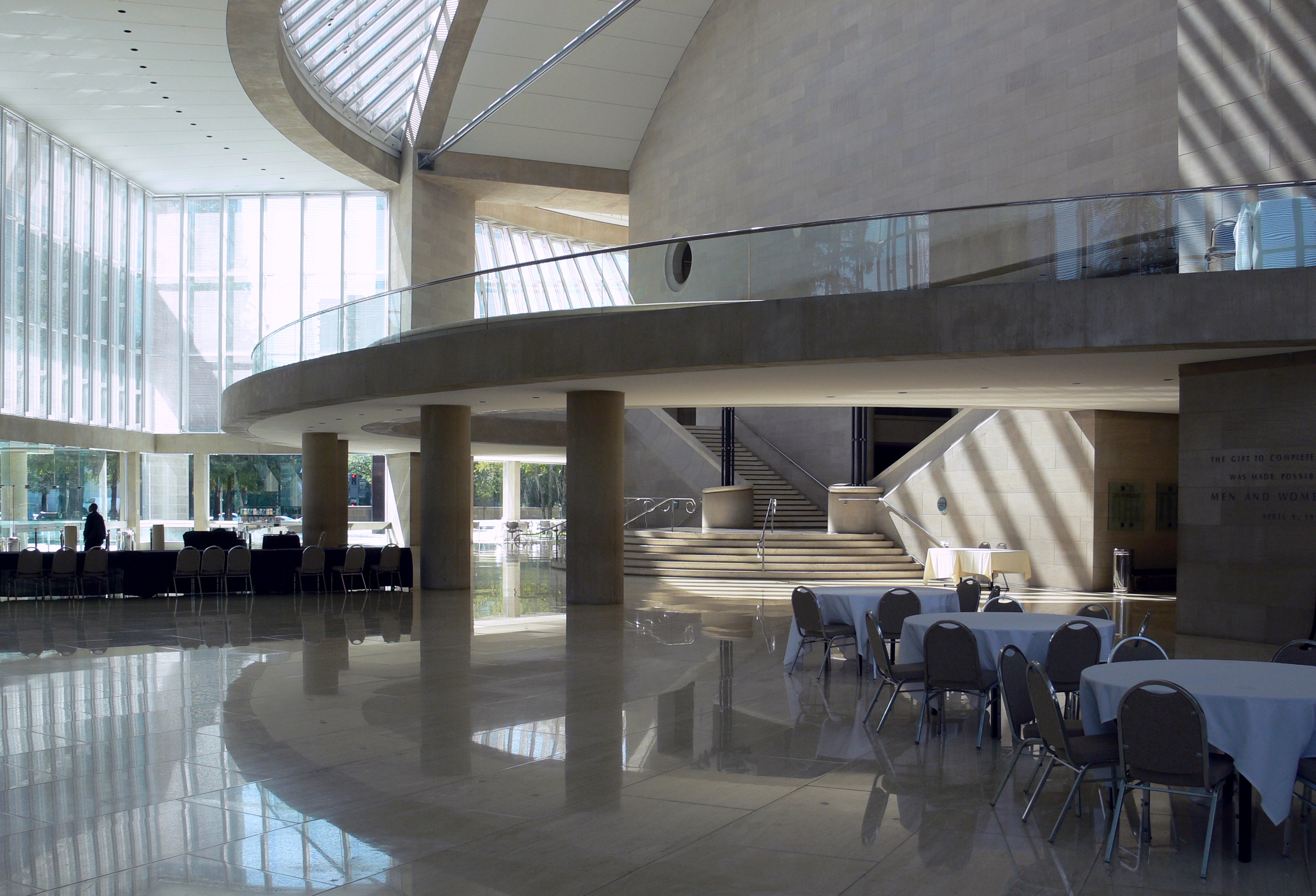

## جستارهای مربوطه
- مرکز هنرهای نمایشی هابی